# Шрамберг
Шрамберг (њем. Schramberg) град је у њемачкој савезној држави Баден-Виртемберг. Једно је од 21 општинског средишта округа Ротвајл. Према процјени из 2010. у граду је живјело 21.621 становника. Посједује регионалну шифру (AGS) 8325053.

## Географски и демографски подаци
Шрамберг се налази у савезној држави Баден-Виртемберг у округу Ротвајл. Град се налази на надморској висини од 424 метра. Површина општине износи 80,7 km². У самом граду је, према процјени из 2010. године, живјело 21.621 становника. Просјечна густина становништва износи 268 становника/km².

## Међународна сарадња
| Мјесто           | Држава     | Врста сарадње | Од    |
| ---------------- | ---------- | ------------- | ----- |
|                  | Француска  | партнерство   | 1958. |
| Чаковец          | Хрватска   | партнерство   | 1989. |
| Лахен            | Швајцарска | партнерство   | 1965. |
| Шарлроа-Марсинел | Белгија    | партнерство   | 1964. |
| Извор            |            |               |       |